# Mosiona socotrina
Mosiona socotrina är en insektsart som först beskrevs av Melichar 1902.  Mosiona socotrina ingår i släktet Mosiona och familjen Flatidae. Inga underarter finns listade i Catalogue of Life.